# IC 418
IC 418 — галактика типу PN (планетарна туманність) у сузір'ї Заєць.
Цей об'єкт міститься в оригінальній редакції індексного каталогу.